# لیونل ترویو
لیونل ترویو (به فرانسوی: Lyonel Trouillot) رمان‌نویس و شاعر قرن بیستم میلادی اهل فرانسه است.